# Bipolaire transistor

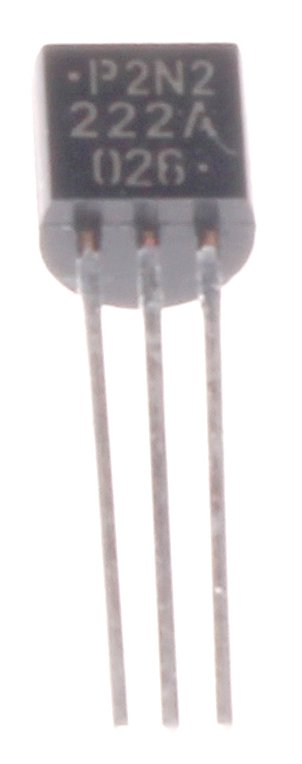
Bipolaire transistor

De bipolaire transistor is een actieve elektronische halfgeleidercomponent. Meestal noemt men de bipolaire transistor gewoon transistor, maar naast bipolaire transistors bestaan er ook andere soorten, zoals de veldeffecttransistor en de MOSFET.
Er zijn twee soorten bipolaire transistoren:
- de PNP-transistor (een n-halfgeleiderlaag tussen twee p-halfgeleiderlagen) en
- de NPN-transistor (een p-halfgeleiderlaag tussen twee n-halfgeleiderlagen).

## Werking
De (bipolaire) transistor heeft drie aansluitpunten, basis (B), collector (C) en emitter(E). In de meest gebruikte schakeling, als versterker, is de emitter-basis-overgang in doorlaatrichting en de basis-collector-overgang in sperrichting aangesloten. Een kleine stroom door de emitter-basis-overgang doet een sterkere stroom vloeien tussen collector en emitter. De verhouding van de beide stroomsterkten is min of meer constant en afhankelijk van het type transistor. Deze verhouding wordt de statische stroomversterkingsfactor genoemd en kan een waarde tot wel 1000 hebben. Versterking vindt plaats doordat kleine variaties in de stroom door de basis vergrote variaties in de collectorstroom veroorzaken.

Een - zeer vereenvoudigde - beschrijving van de werking van de (bipolaire) transistor is als volgt. Als voorbeeld nemen we een NPN-transistor. Bij zo'n NPN-transistor is de collector meestal (indirect) verbonden met de positieve voedingsspanning en de emitter (indirect) met de negatieve voedingsspanning. De PN-overgang van basis naar emitter is daarbij in doorlaatrichting geschakeld, maar de PN-overgang tussen basis en collector in sperrichting, met als gevolg dat daaruit ladingsdragers verdwijnen en er geen stroom van collector naar emitter kan lopen. Als nu stroom van de basis naar de emitter loopt, worden er ladingsdragers in de uitputtingszone gebracht, die het mogelijk maken dat er stroom van de collector naar de emitter loopt. Deze stroom kan een veelvoud zijn van de basisstroom. Op deze wijze veroorzaakt de stroom van de basis (B) naar de emitter (E) (in de richting van de pijl in het plaatje) een stroom van collector (C) naar emitter volgens:
{\displaystyle I_{c}=\beta I_{b}}
Ook is volgens de stroomwet van Kirchhoff:
{\displaystyle I_{e}=I_{b}+I_{c}}
Hierin is {\displaystyle I_{c}} de collectorstroom, {\displaystyle I_{b}} de basisstroom, {\displaystyle I_{e}} de emitterstroom en {\displaystyle \beta } de stroomversterkingsfactor.
Een PNP-transistor werkt hetzelfde als een NPN-transistor, alleen gaat er bij een PNP-transistor een stroom lopen van de emitter naar de collector als er stroom van de emitter naar de basis wordt opgedrukt. De stromen en spanningen bij een PNP-transistor zijn dus tegengesteld aan die van een NPN-transistor.
In tegenstelling tot de veldeffecttransistor (FET), loopt er bij de bipolaire transistor een stroom door de basis van de transistor.
De meeste multimeters hebben tegenwoordig de mogelijkheid om de versterkingsfactor van bipolaire transistoren te meten. Hiervoor zijn er zes gaatjes aanwezig, waarbij aangegeven staat wat de emitter, collector en basis zijn, en waar de pootjes van de bipolaire transistor in moeten worden gestoken.